# 歴史の見える丘
歴史の見える丘（れきしのみえるおか）は、広島県呉市宮原にある公園。

## 概要
1982年（昭和57年）、国道487号沿いの呉港を望む小高い丘に細長い敷地で整備された公園。目の前が旧呉海軍工廠現在はジャパン マリンユナイテッド・日本製鉄・IHIなどの重工業地帯で、その北側が旧呉鎮守府現在は海上自衛隊呉地方総監部の敷地で、この公園から近代以降軍港として発展していった呉の風景を眺められるよう整備された
説明用看板も設置されている。ここから大和や長門・赤城などを建造した旧ドックを見ることができる。屋根付きなのは軍事秘匿のため目隠し用に作られたもので、長さ101m×幅49m、大和の全長の半分程度であるが丘からの目隠しとしては十分機能していた。屋根は骨組みは当時のままだが改築されており、ドック自体は1992年に埋め立てられ、現在では鋼板加工用の工場に転用されている。
また園内には呉鎮のものと文学碑のモニュメントが置かれている。
- 子規句碑 - 1895年正岡子規が日清戦争の従軍記者となった友人の古島一雄を見送るため呉を訪れた際に、この地で詠んだ句を刻んだもの。揮毫は子規直筆のもの[1]。
- 渡辺直己歌碑
- 澤原為綱翁之碑
- 造船船渠記念碑 - ドックが埋め立てられることになった時に、その敷石を用いて作られたモニュメント[1]。
- 噫戦艦大和塔 - 1969年第30回大和進水式記念として呉大和会によって建立。大和の艦橋を型どっている[1]。
- 旧呉海軍工廠礎石記念塔 - 1982年まで点在していた呉鎮の礎石をこの地に集めてモニュメント化したもの[1]。

## ギャラリー

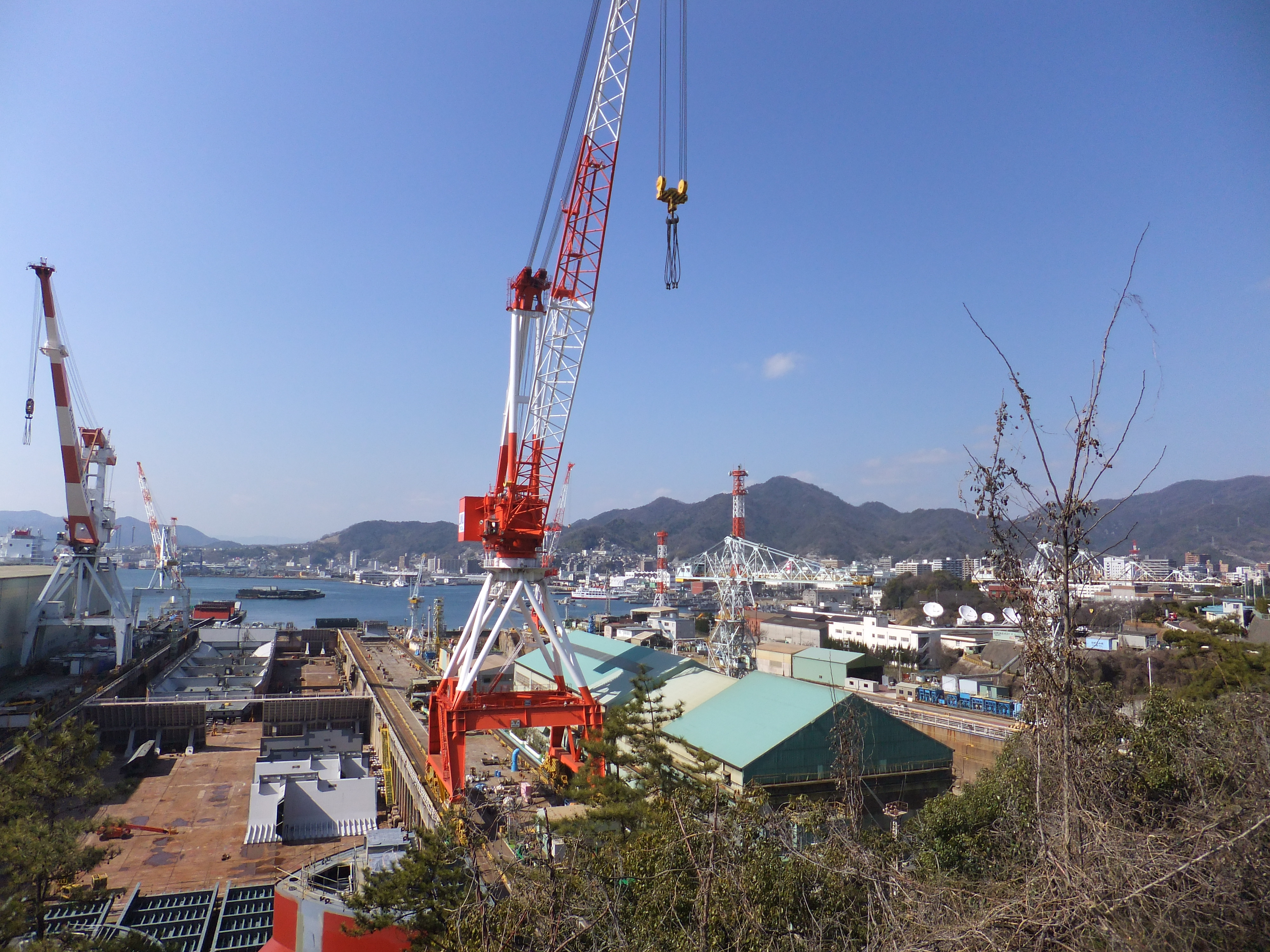
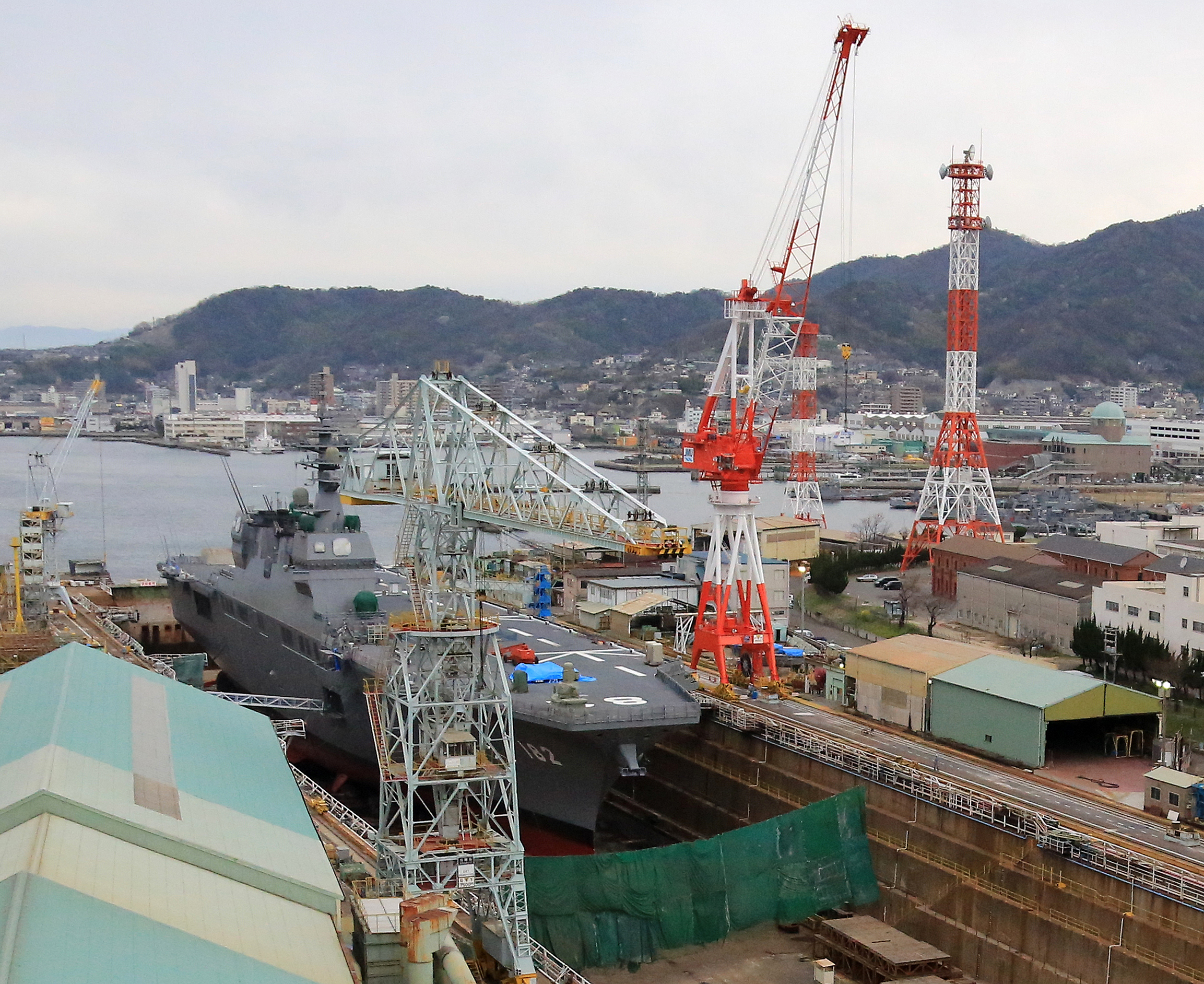
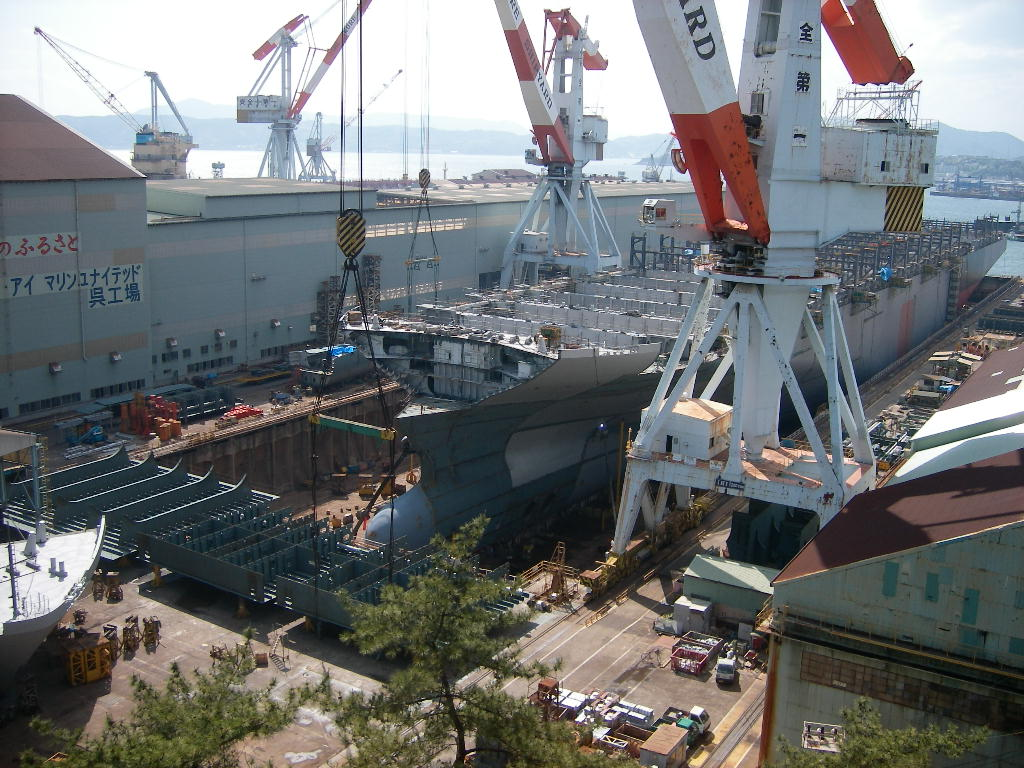

## 交通
- 広電バス
  - 呉探訪ループバス（くれたん）「子規句碑前」バス停下車、徒歩約1分
  - 呉倉橋島線あるいは阿賀音戸の瀬戸線「子規句碑前」バス停下車、徒歩約1分
- 車
  - 広島呉道路呉インターチェンジから約10分
  - 駐車場はない